# Sweet Dreams, Sweetheart
Sweet Dreams, Sweetheart (auch Sweet Dreams Sweetheart) ist ein Song von Maurice K. Jerome (Musik) und Ted Koehler (Text), der 1944 veröffentlicht wurde.

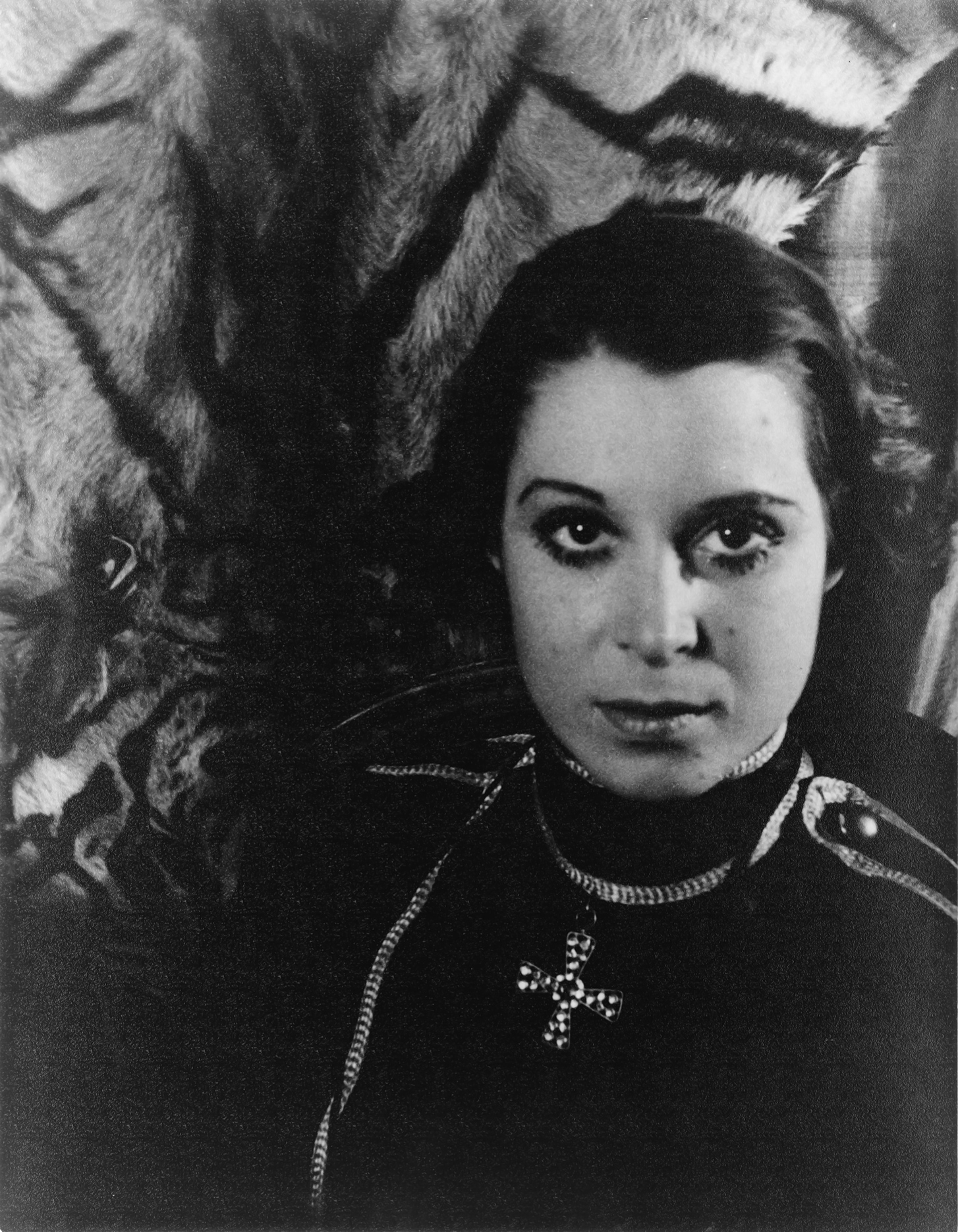
Carl van Vechten: Kitty Carlisle, 1933

Jerome und Koehler schrieben Sweet Dreams, Sweetheart für das Warner-Bros-Filmmusical Hollywood Canteen (1944) unter der Regie von Delmer Daves, mit Joan Leslie, Robert Hutton und Dane Clark in den Hauptrollen. Joan Leslie (synchronisiert von Sally Sweetland), gefolgt von Kitty Carlisle, stellen den Song in dem Film im Stil eines gefühlvollen Gutenachtlieds vor, begleitet vom Jimmy Dorsey Orchestra. Sweet Dreams, Sweetheart erhielt 1945 eine Oscar-Nominierung in der Kategorie Bester Song.
Sweet Dreams, Sweetheart gehörte 1944/45 thematisch zu einer Reihe von Songs, die mit der „Emphase von Träumen“ der jungen Frauen spielten, die sich nach ihren im Zweiten Weltkrieg kämpfenden Freunden und Männern sehnten. Solche „Traum-Songs“ lauteten I Dream of You, I’ll Buy That Dream, My Dreams Are Getting Better All the Time oder What’s Your Favorite Dream?
Kitty Carlisles Plattenaufnahme des Songs erschien auf Decca 23359; Coverversionen des Songs entstanden ab 1944 u. a. von Ray Noble & his Orchestra (Gesang Larry Stewart; Columbia 36765), das Stan Kenton Orchestra (mit dem Bandvokalisten Gene Howard) und Shep Fields.
Der Song ist nicht zu verwechseln mit dem bereits 1939 entstandenen gleichnamigen Song Sweet Dreams, Sweetheart von Benny Davis, Milton Ager und Jesse Greer, der u. a. von Lawrence Welk und Jan Savitt aufgenommen wurde.